# Emil von Xylander

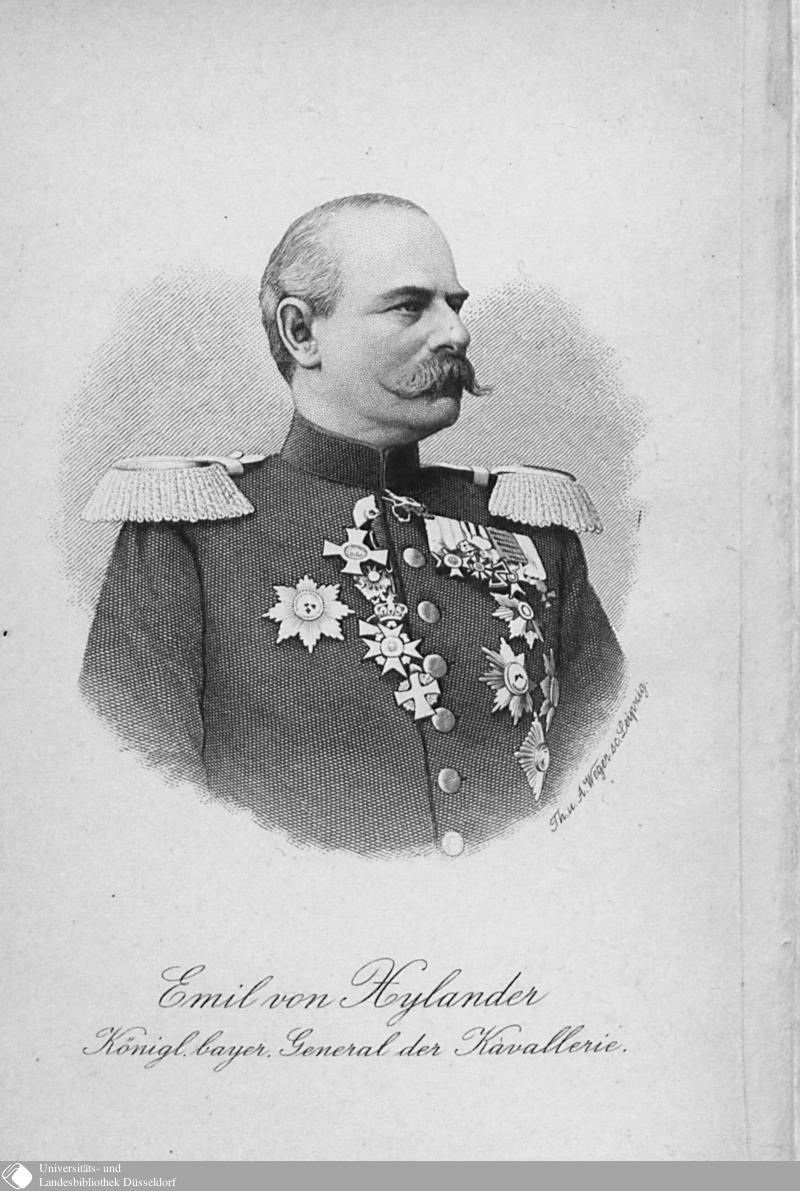
Emil von Xylander

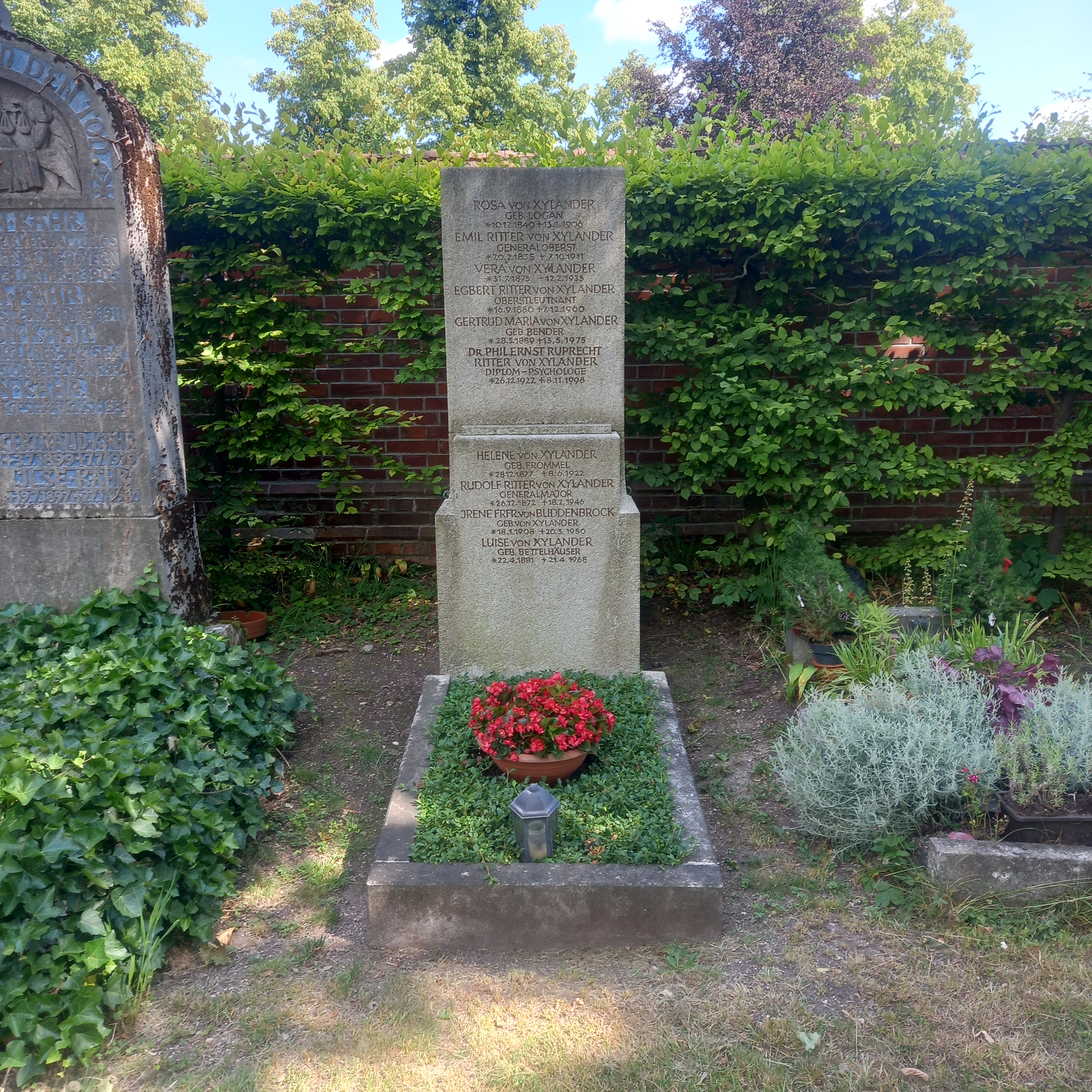
Das Grab von Emil von Xylander und seiner Ehefrau Rosa geborene Logan im Familiengrab auf dem Nordfriedhof (München)

Joseph Anton Emil Ritter und Edler von Xylander (* 20. Februar 1835 in Frankfurt am Main; † 7. Oktober 1911 in München) war ein bayerischer Generaloberst der Kavallerie.

## Leben

### Herkunft
Emil entstammte der alten pfalz-bayerischen Offiziersfamilie Xylander. Er war der Sohn des Generals Joseph von Xylander und dessen aus Mannheim stammender Gattin Karoline, geborene von Tausch (1802–1878), Tochter des Generalleutnants Georg von Tausch (1766–1836). Auch sein fünf Jahre jüngerer Bruder Heinrich (1840–1905) war ein bayerischer General.

### Militärkarriere
Xylander trat 1851 in das 3. Chevaulegerregiment der Bayerischen Armee ein, wurde 1863 Adjutant des Generals Jakob von Hartmann und nahm 1866 am Krieg gegen Preußen teil. 1867 avancierte Xylander zum Rittmeister, im Deutsch-Französischen Krieg 1870/71 führte er eine Eskadron des 4. Chevaulegerregiments und gehörte danach bis 1877 dem Generalstab an. Er wurde Kommandant des 2. Kürassierregiments, 1879 Oberst und Abteilungschef im Kriegsministerium. 1881 übernahm er das Kommando über die 1. Kavallerie-Brigade. Von 1882 bis 1884 war Xylander mit den Geschäften als Inspekteur der Militärstrafanstalten beauftragt. Anschließend ernannte König Ludwig II. ihn zum Militär- und Bundesratsbevollmächtigten in Berlin. In dieser Stellung avancierte er 1885 zum Generalmajor und 1890 zum Generalleutnant. Im Mai desselben Jahres kehrte er nach Bayern zurück und wurde am 1. Oktober zum Kommandeur der 5. Division in Nürnberg ernannt. 1895 erfolgte seine Ernennung als General der Kavallerie zum Kommandierenden General des II. Armee-Korps in Würzburg. Nach zehn Jahren trat Xylander 1905 in den Ruhestand und erhielt 1911 noch den Charakter als Generaloberst.

### Familie
Er heiratete am 31. Oktober 1871 Rosa Logan (* 10. Dezember 1840; † 13. Januar 1906). Das Paar hatte zwei Söhne und eine Tochter:
- Vera Adelheid (* 31. Juli 1875)
- Egbert Karl August (* 16. September 1880)

Sein ältester Sohn Rudolf setzte die Tradition als Generalmajor im Zweiten Weltkrieg sowie als Militärhistoriker fort.